# Linia kolejowa Most – Rakovník
Linia kolejowa Most – Rakovník (Linia kolejowa nr 126 (Czechy)) – jednotorowa, regionalna i niezelektryfikowana linia kolejowa w Czechach. Łączy Most i Rakovník. Przebiega przez terytorium kraju usteckiego i środkowoczeskiego.